# Habenaria schimperiana
Habenaria schimperiana är en orkidéart som beskrevs av Ferdinand von Hochstetter och Achille Richard. Habenaria schimperiana ingår i släktet Habenaria och familjen orkidéer. Inga underarter finns listade i Catalogue of Life.